# Schwarzbier
Schwarzbier er en øltype. Den er en mørk (fra tysk: sort øl), tysk lagerøl uden meget sødme og humle og med en del maltsmag. Den er lettere og mere læskende end mange andre mørke øl.[kilde mangler]